# 平岡憲人
平岡 憲人（ひらおか のりと、1966年 - ）は、専門学校清風情報工科学院の専務理事・校長。日本語と憲法の研究者。

## 経歴
大阪府生まれ。 1985年清風高校卒業。 1990年東京大学工学部卒業。1997年東京大学大学院工学系研究科修了。「ファジィ推論を利用した降雨類型化システムの開発に関する研究」にて博士（工学）。
都市計画事務所勤務などを経て、2001年清風明育社専務理事、清風情報工科学院副校長、2010年清風明育社専務理事、清風情報工科学院校長。

## 役職
- 南大阪地域大学コンソーシアム 監事
- 日本語教育振興協会　評議員
- 日本語教育振興協会　主任研修委員会 委員
- 大阪府専修学校各種学校連合会 理事
- ウクライナ学生支援会　代表

## 専門分野
- 情報システム・情報教育
- 古日本語・日本語教育
- 憲法・日本文明

## 著書・研究成果
- （池田満・青木純雄）『よみがえる日本語―ことばのみなもと「ヲシテ」』共著（明治書院、2009年）
- 2006年度版日本国憲法JC草案（2008年10月12日時点のアーカイブ）